# Cámara de las Naciones
La Cámara de las Naciones (en checo: Sněmovna národů; en eslovaco: Snemovňa národov, SN) fue una de las dos cámaras de la Asamblea Federal de Checoslovaquia, en el período 1969-1992. La SN representó los principios adoptados dentro de la federalización de Checoslovaquia, cuando las dos nuevas repúblicas, la República Socialista Checa y la República Socialista Eslovaca, estaban igualmente representadas aquí. Tenía 150 diputados elegidos por elección directa en ambas repúblicas, representadas por 75 miembros cada una. El mandato terminaba junto con la Cámara del Pueblo (es decir, con algunas excepciones al principio y al final del período de la cámara) después de cinco años. La SN tenía quorum con la participación de una mayoría absoluta de diputados.

## Presidentes de la Cámara de las Naciones
| Elecciones | Legislatura | Presidentes                                                                                               |
| ---------- | ----------- | --- |
| 1969       | 1969-1971   | Dalibor Hanes (1969), Vojtech Mihálik                                                                     |
| 1971       | 1971-1976   | Dalibor Hanes                                                                                             |
| 1976       | 1976-1981   | Dalibor Hanes                                                                                             |
| 1981       | 1981-1986   | Dalibor Hanes                                                                                             |
| 1986       | 1986-1990   | (cooptación 1989-1990) Dalibor Hanes (1986–1987), Ján Janík (1987-1989), Anton Blažej (1989), Jozef Stank |
| 1990       | 1990–1992   | Milan Šútovec                                                                                             |
| 1992       | 1992–1992   | Roman Zelenay                                                                                             |